# كلاوس مولر
كلاوس مولر (بالألمانية: Klaus J. Müller)‏ (و. 1923 – 2010 م) هو إحاثي، وأستاذ جامعي، من ألمانيا، ولد في برلين، كان عضوًا في الأكاديمية الملكية السويدية للعلوم، توفي في بون، عن عمر يناهز 87 عاماً.

## مناصب وهيئات
أدار جامعة بون.